# 田中伊三次
田中伊三次（日语：田中 伊三次/たなか いさじ，1906年1月3日—1987年4月11日），日本的政治家、律师，日本众议院议员，曾担任佐藤荣作、田中角荣时期的法務大臣。